# Bitronco cuadrado
| Bitronco cuadrado  | Bitronco cuadrado            |
| ------------------ | ---------------------------- |
| Bitronco cuadrado  |                              |
| Tipo               | Bitronco                     |
| Faces              | 8 trapecios, 2 cuadrados     |
| Aristas            | 20                           |
| Vértices           | 12                           |
| Grupo de simetría  | D4h                          |
| Poliedro conjugado | Bipirámide cuadrada elongada |
| Propiedades        | Convexo                      |

El bitronco cuadrado o bipirámide cuadrada truncada es el segundo de una serie infinita de poliedros denominados bitroncos. Tiene 4 caras trapezoidales y 2 caras cuadradas.
Este poliedro se puede construir tomando una bipirámide cuadrada (octaedro) y truncando los vértices del eje polar, convirtiéndolo en dos troncos de extremo a extremo.
Es el poliedro dual de la bipirámide cuadrada elongada.

## En otros campos de la ciencia
Los cristales de un fosfato de cobalto y cinc (CoZnPO4II) adoptan la forma de bitroncos cuadrados.